# Franziska Giffey
Pour les articles homonymes, voir Giffey.
Franziska Giffey (/fʁanˈt͡sɪska ˈɡɪfaɪ/), née Süllke le 3 mai 1978 à Francfort-sur-l'Oder (République démocratique allemande), est une femme politique allemande membre du Parti social-démocrate d'Allemagne (SPD). Elle est bourgmestre-gouverneure de Berlin de 2021 à 2023.
Elle est adjointe au maire de l'arrondissement berlinois de Neukölln entre 2010 et 2015, année où elle prend sa succession avec le soutien d'une grande coalition SPD-CDU. En 2018, elle entre au gouvernement allemand en qualité de ministre fédérale de la Famille.
Investie en novembre 2020 cheffe de file aux élections régionales de 2021 à Berlin, elle démissionne de ses fonctions ministérielles en mai 2021 après des accusations de plagiat concernant sa thèse de doctorat. À la suite du scrutin berlinois, qu'elle remporte à la majorité relative, elle forme une coalition avec Les Verts et Die Linke.
En 2023, après une répétition des élections de 2021 qui voient la victoire relative de l'Union chrétienne-démocrate, elle décide de s'associer avec cette dernière. Elle cède alors la mairie à Kai Wegner.

## Vie privée et professionnelle
Franziska Süllke naît le 3 mai 1978 à Francfort-sur-l'Oder. Elle épouse en 2008 Karsten Giffey, vétérinaire dont elle prend le nom de famille. Ils sont parents d'un enfant.
Elle commence à étudier l'enseignement de l'anglais et du français en 1997 à l'université Humboldt de Berlin, mais elle doit abandonner dès l'année suivante après qu'une dysphonie lui a été diagnostiquée, son médecin lui déconseillant très fortement de devenir enseignante.
Elle s'inscrit alors à l'université des sciences appliquées d'administration et de justice de Berlin (FHVR), où elle obtient en 2001 son diplôme en administration, puis un maîtrise en 2005. En 2010, elle présente à l'université libre de Berlin une thèse de doctorat intitulée « La Voie de l’Europe vers les citoyens. La politique suivie par la Commission européenne pour faire participer la société civile ».
Elle s'installe en 2002 dans l'arrondissement berlinois de Neukölln et travaille au sein de la mairie comme responsable des affaires européennes. À cet égard, elle représente à plusieurs reprises le gouvernement de Berlin auprès du Parlement européen et de la Commission européenne.

## Élue locale à Berlin
Membre du Parti social-démocrate d'Allemagne (SPD) depuis 2007, Franziska Giffey est nommée en septembre 2010 adjointe au maire de Neukölln, déléguée à l'Éducation, aux Écoles, à la Culture et aux Sports.
Le 15 avril 2015, elle est élue maire de l'arrondissement, succédant à Heinz Buschkowsky (de), démissionnaire pour raisons de santé ; elle remporte au cours du scrutin 43 voix favorables, soit six de plus que le total des élus du SPD et de l'Union chrétienne-démocrate d'Allemagne (CDU) qui la soutenaient, devenant la première femme maire de cet arrondissement de la capitale fédérale.
À ce poste, elle défend notamment le rôle de l'école comme moteur de l'intégration dans un quartier extrêmement cosmopolite, et se dit opposée à la présence de signes religieux dans l'enceinte scolaire.

## Ministre fédérale de la Famille

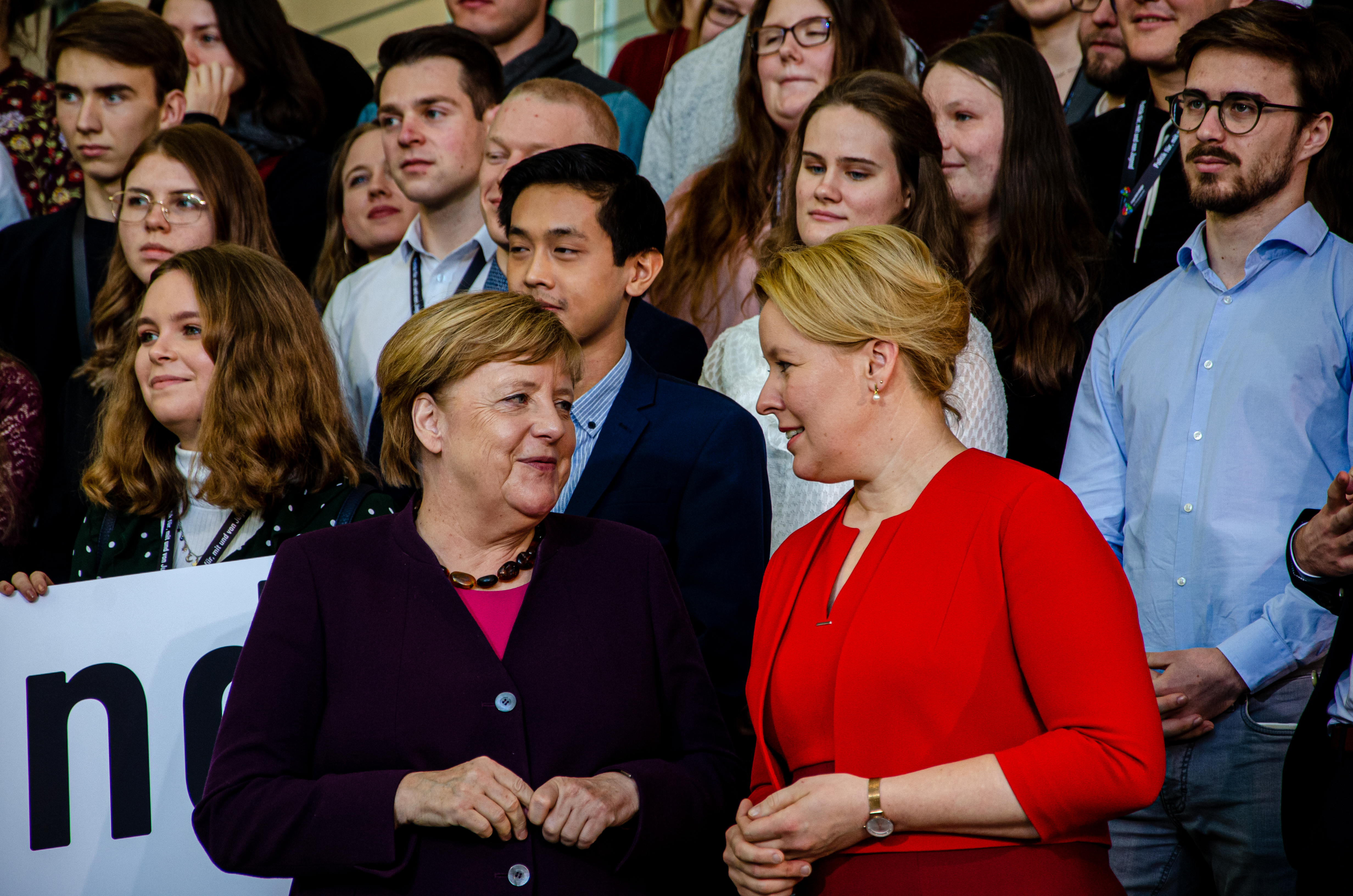
Franziska Giffey et Angela Merkel en 2019.

Lorsque la chancelière fédérale Angela Merkel constitue le 14 mars 2018 son quatrième gouvernement, unissant une nouvelle fois la CDU-CSU et le SPD, Franziska Giffey est choisie par les sociaux-démocrates comme nouvelle ministre fédérale de la Famille, des Personnes âgées, des Femmes et de la Jeunesse. Elle est ainsi la seule ministre — outre la chancelière — à être issue de l'ancienne Allemagne de l'Est.
Elle défend en juin suivant la décision controversée d'une école s'étant procuré des burkinis pour ses élèves musulmanes. Selon elle, l’initiative permet de pousser les filles musulmanes à pratiquer la natation dans le respect de leur pratique religieuse, tout en s'intégrant avec leurs camarades. Cette position est critiquée, notamment par la secrétaire d’État à l’Intégration Serap Güler et l'islamologue Birgit Ebel, qui dénoncent ce choix.
Le 31 août suivant, elle se rend à Chemnitz, cinq jours après le meurtre d'un citoyen allemand par un demandeur d'asile, ce qui avait déclenché de violentes manifestations d'extrême droite. Elle est alors la première membre du gouvernement fédéral à se déplacer dans cette ville de Saxe.
Elle présente le 8 juillet 2020, aux côtés d'Angela Merkel, le premier plan fédéral en faveur de l'égalité des sexes de l'histoire allemande, qui préconise l'augmentation du nombre de femmes aux postes de direction des secteurs public et privé, met en place un quota de 30 % de femmes dans les conseils d'administration de plus de 600 entreprises — six fois plus qu'avec la réglementation alors en vigueur — et appelle à une meilleure représentation féminine dans la vie politique.
Lors du conseil des ministres du 19 mai 2021, elle remet sa démission en raison d'accusation de plagiat concernant sa thèse de doctorat en sciences politiques, passée en 2010. Le SPD indique qu'elle sera remplacée par la ministre fédérale de la Justice Christine Lambrecht jusqu'aux élections fédérales du 26 septembre 2021. Déjà mise en cause deux ans auparavant, elle avait rejeté ces accusations, assurant avoir réalisé son travail « de bonne foi ».

## Bourgmestre-gouverneure de Berlin

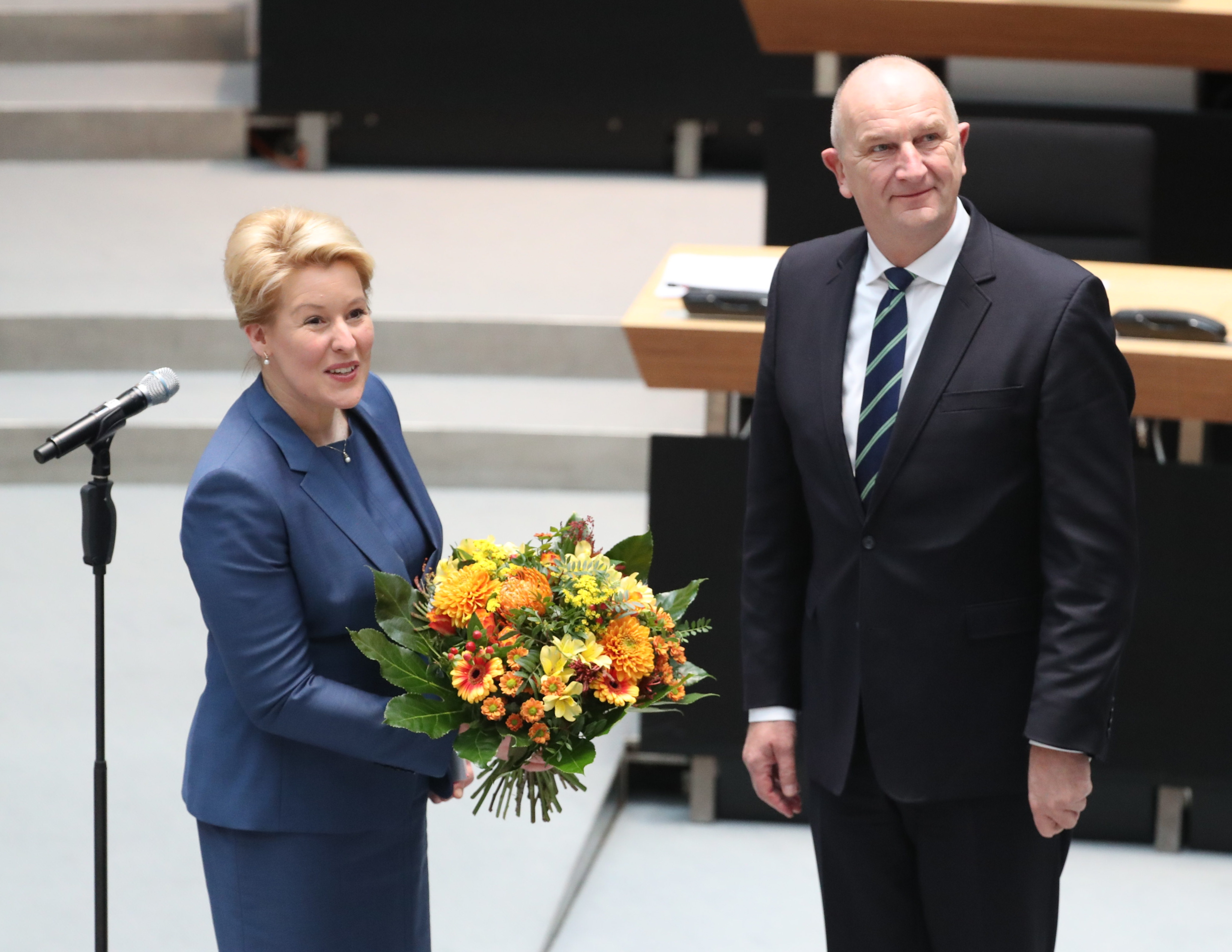
Franziska Giffey reçoit les félicitations de Dietmar Woidke après son élection par la Chambre des députés.

Franziska Giffey est élue le 28 novembre 2020 co-présidente du Parti social-démocrate de Berlin, aux côtés du président du groupe parlementaire à la Chambre des députés Raed Saleh (de), puis obtient deux jours plus tard l'investiture du comité directeur pour se présenter en cheffe de file du parti aux élections régionales du 26 septembre 2021. Un congrès régional convoqué spécialement à cet effet le 24 avril 2021 ratifie cette investiture par 85,7 % de suffrages exprimés.
Le SPD remporte les élections berlinoises à la majorité relative, avec 21,4 % des suffrages. Elle négocie ensuite un accord de coalition avec Les Verts (18,9 %) et Die Linke (14,1 %). En désaccord avec Die Linke sur plusieurs questions, notamment le logement, elle avait d'abord tenté d’écarter ce parti au profit d'un accord avec le Parti libéral-démocrate (7,1 %) avant d'y renoncer. Le pacte de coalition est scellé près de deux mois après le scrutin et publiquement présenté le 29 novembre suivant, prévoyant l'élection du nouveau sénat le 21 décembre.
Le 5 décembre, un congrès en ligne du SPD de Berlin ratifie le traité de coalition par 91,5 % des voix, suivi une semaine plus tard par une assemblée des Grünen qui l'approuve par 96,4 % des suffrages exprimés. La Linke indique le 17 décembre que lors d'un référendum interne, les militants berlinois ont validé l'entente à 74,9 %.
Le 21 décembre, Franziska Giffey est effectivement élue bourgmestre-gouverneure par 84 voix pour et 52 contre, soit dix voix de plus que la majorité requise et huit voix de moins que le total de sa coalition. Elle devient ainsi la première femme élue maire de la capitale allemande,.

### Défaite électorale et départ du pouvoir
À la suite de l'annulation des élections de 2021 en raison d'un chaos logistique, un nouveau scrutin est organisé le 12 février 2023. Le SPD perd trois points par rapport aux élections précédentes. Ce revers historique est attribué principalement aux difficultés de la municipalité à juguler la forte hausse des loyers et la pénurie croissante d’enseignants. Le SPD et ses alliés conservent toutefois leur majorité.
Franziska Giffey renonce finalement à reconduire sa coalition les Verts et Die Linke et choisit de faire alliance avec l'Union chrétienne-démocrate d'Allemagne (CDU). L'accord de coalition entre les deux partis prévoit qu'elle soit bourgmestre (adjointe au chef du gouvernement) et sénatrice à l'Économie, dans la grande coalition que dirige Kai Wegner. Parmi les sociaux-démocrates, cette alliance avec la droite est loin de faire l’unanimité : les douze mille adhérents du SPD à Berlin ne l’ont validée qu’à 54,3 %. Franziska Giffey est pour sa part très contestée dans son propre parti, où il est question de la remplacer à la tête de la fédération berlinoise du SPD.